# 中東松鼠
中東松鼠（學名：Sciurus anomalus），又叫高加索松鼠、波斯松鼠，是松鼠屬的一種樹松鼠，分佈於中東地區。

## 特征
它是一種小型的樹松鼠，包括尾巴在內全長32—36 cm（13—14英寸），尾巴長13—18 cm（5.1—7.1英寸），重250—410 g（8.8—14.5 oz）。背部毛髮呈灰色，腹部和尾巴呈褐黃色。它們的爪子比其他樹松鼠要小一些。